# Colognola (Bergamo)
Colognola [koloˈɲ(ː)ɔla] (Colognöla [koloˈɲøla] in dialetto bergamasco) è un quartiere della città di Bergamo, fino al 1927 comune autonomo con il nome di Colognola del Piano.

## Storia
I primi documenti che citano Colognola risalgono al XII secolo, ma ritrovamenti archeologici fanno supporre la sua esistenza già in epoca romana. È certo comunque che nell'XI secolo le aree destinate all'agricoltura, la cui proprietà era in mano generalmente ai conventi, subirono un incremento, cereali e vite si alternavano a boschi di castagni e querce.
L'abitato era costituito da una via principale con porte all'ingresso (ne esiste ancora traccia di una del XIII secolo) e strade laterali a fondo chiuso, a formare una sorta di fortificazione.
Nel XIII secolo ci fu un ulteriore impulso all'aumento delle terre coltivate, parte della proprietà passa in mano a privati tra cui la famiglia Suardi cui si fanno risalire in Colognola case in muratura fortificate e la presenza di una vera e propria guarnigione.

La tecnica di coltivazione dell'epoca prevedeva che i filari di vite fossero collocati nei campi di cereali. Nel XIV secolo, per recuperare i terreni acquitrinosi, prende piede la coltivazione del guado, da cui si estrae un colorante indaco utilizzato nella tintura della lana.

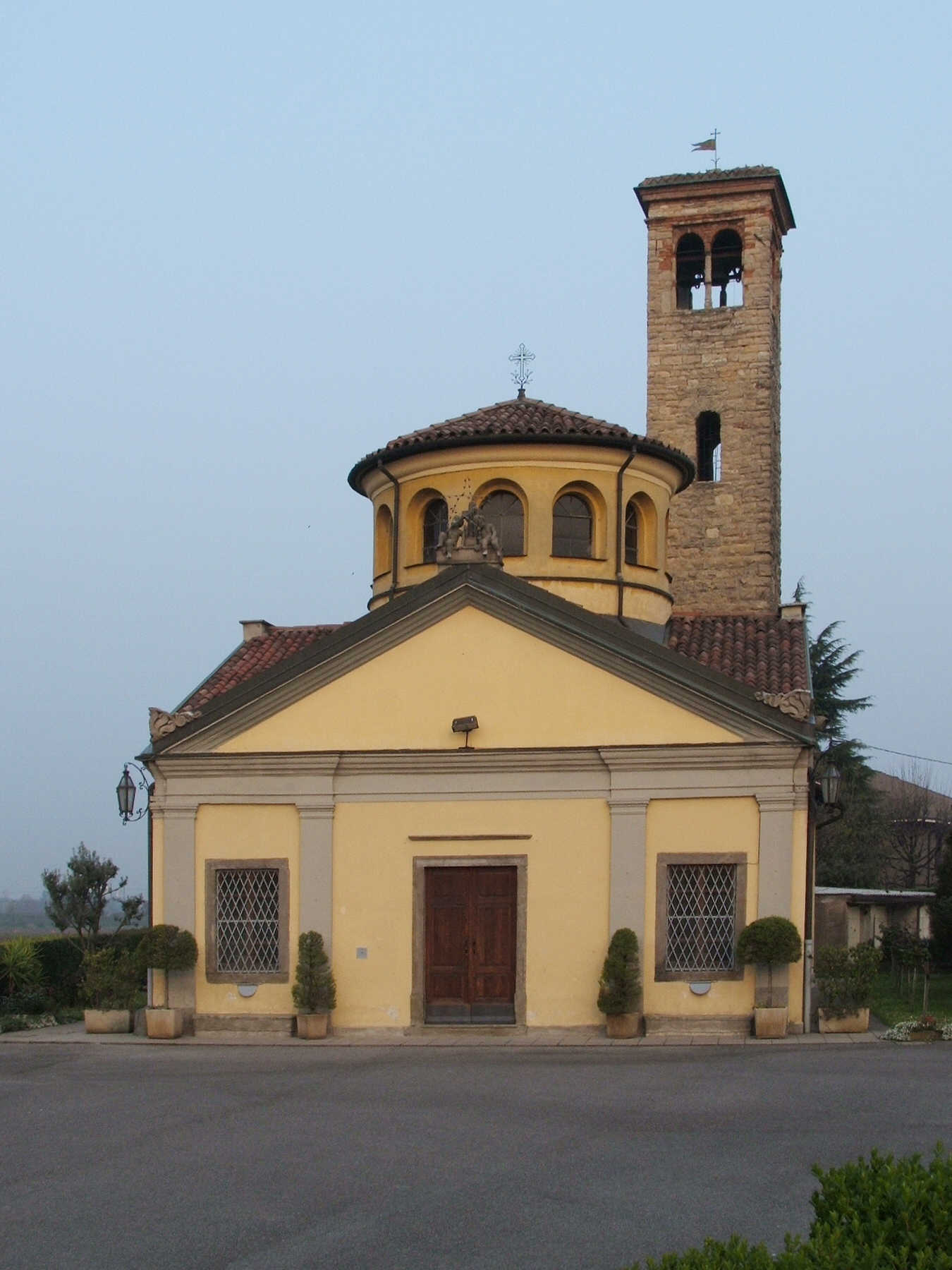
La chiesa di San Pietro ai campi

Sempre del XIII secolo è la costruzione fuori dell'abitato della chiesa di San Pietro ai Campi di cui resta oggi parte del campanile e una parete dopo una ricostruzione del 1842. Fino al XVI secolo funse anche da cimitero.
Negli statuti cittadini, risalenti al XIV e XV secolo, il borgo viene citato come comune autonomo inserito nella Facta di Santo Stefano, con territorio corrispondente a quello attuale, con unione fiscale con Azzano e Calvi.
Nel 1428 Bergamo passa dai Visconti di Milano alla Repubblica di Venezia e gran parte delle terre di Colognola in mano ai Suardi furono confiscate, in piccola parte vendute, ma il grosso assegnato a Federico Rivola e a Detesalvo Lupi per i servizi resi.
Con la Serenissima vi fu anche un'importante opera di accorpamento delle piccole entità territoriali, tanto che il borgo venne aggregato alla città di Bergamo, nella contrada dei Corpi Santi, che raggruppava tutti i borghi posti all'esterno della cinta daziaria delle muraine.
Opere di canalizzazione (che portarono alla creazione della roggia Morlana, tuttora esistente) e bonifica nonché l'introduzione della tecnica della rotazione nel XV secolo permisero l'irrigazione di una maggiore estensione di terreno e incrementarono la resa delle coltivazioni. I filari di vite sparirono dai campi, i vigneti diventarono coltivazioni a sé stanti e la possibilità di produrre del foraggio permise l'allevamento su scala più ampia.

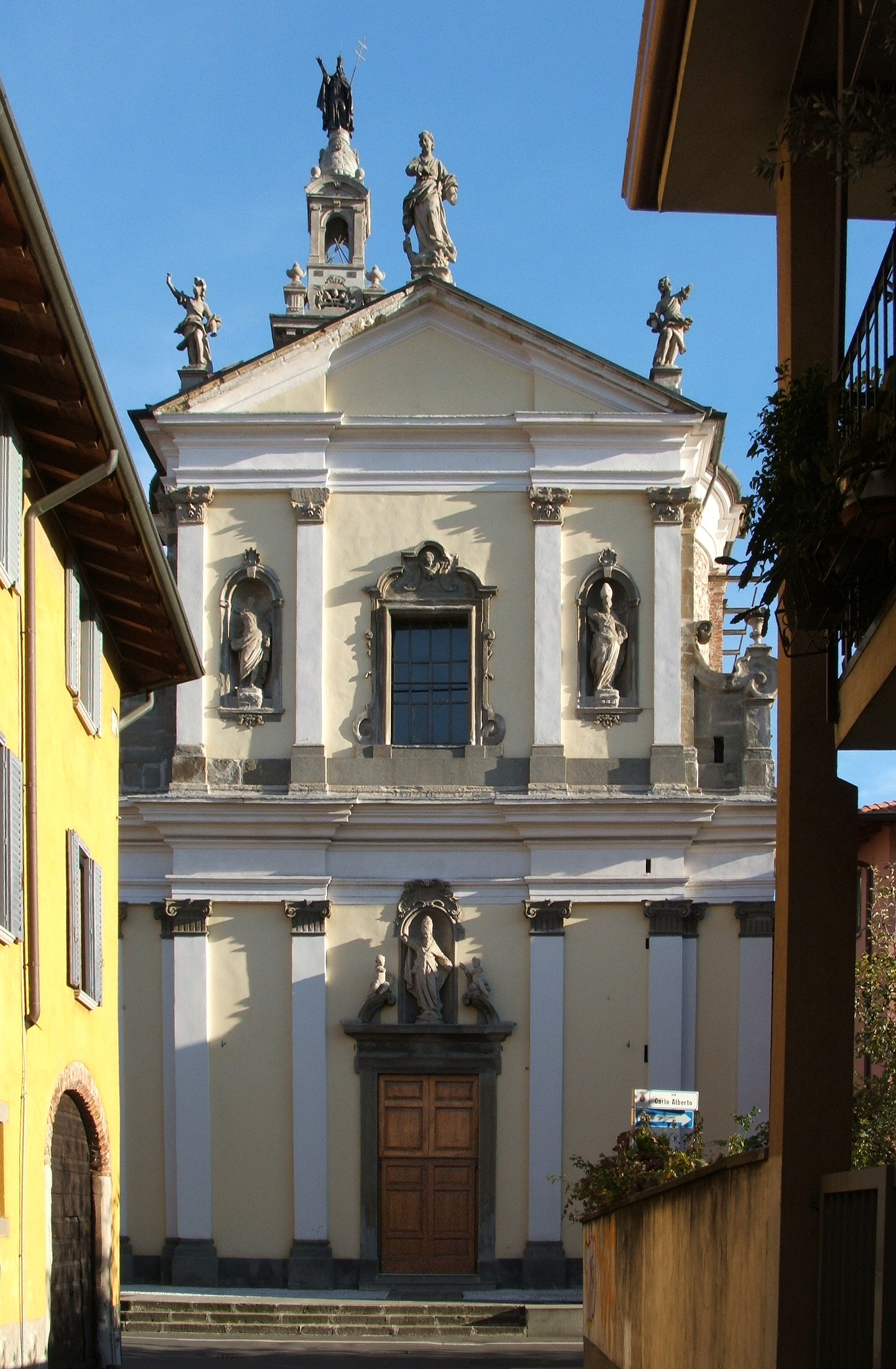
L'ex chiesa di san Sisto, poi biblioteca comunale

Dopo la pestilenza del 1630 e le carestie del 1650 e 1675 molte terre furono destinate alla coltivazione di granoturco, più produttivo, che se da un lato scongiurava la fame dall'altro rese la pellagra endemica.

Sempre nei secoli XVII e XVIII la bachicoltura cambiò il volto della zona: filari di gelsi si allineavano lungo campi e strade e la necessità di nuova mano d'opera raddoppiò la popolazione.
Nel 1798, con l'avvento della napoleonica Repubblica Cisalpina, il borgo riacquisì la propria autonomia amministrativa, anche se la successiva riorganizzazione territoriale, avvenuta nel 1809, vide Bergamo espandere i propri confini inglobando nuovamente Colognola. Nel 1816, in seguito al passaggio del Lombardo-Veneto agli austriaci, il territorio bergamasco subì l'ennesima modifica, contesto nel quale venne ricreata l'entità territoriale di Colognola, che nel 1863 venne rinominata in Colognola del Piano.
Nella seconda metà del XIX secolo il passaggio della ferrovia nel 1857 e la costruzione nel 1887 dello stabilimento della Società del Grès cambiò la tipologia della popolazione per l'afflusso di numerose famiglie operaie.

Nel 1909 fu costruita la scuola elementare, tuttora in uso, nei cui pressi, alla fine della prima guerra mondiale, Colognola a commemorazione dei propri caduti piantò degli ippocastani, uno per ogni caduto, molti dei quali resistono ancor oggi.
Con regio decreto del 10 febbraio 1927 Colognola fu annessa al territorio comunale di Bergamo insieme a Grumello del Piano, Redona e Valtesse.
Negli anni sessanta fu edificata la nuova chiesa parrocchiale di San Sisto su progetto di Giovanni Muzio (1966), e nei decenni successivi furono edificati molti nuovi appartamenti incrementandone la popolazione. Stretta a sud-est dall'autostrada e separata dalla città da una zona industriale e dalla circonvallazione, Colognola è a tutti gli effetti un paese alla periferia della città.

## Monumenti e luoghi d'interesse
L'esigenza di una chiesa all'interno dell'abitato portò alla costruzione nella seconda metà del Novecento della chiesa di Santa Maria Purificata divenuta in seguito la parrocchiale di San Sisto. La chiesa è stata progettata da Giovanni Muzio con la posa della prima pietra il 30 dicembre 1964 dal vescovo Clemente Gaddi, che la consacrò con il titolo di San Sisto donando e sigillando nell'altare maggiore le reliquie dei santi Alessandro di Bergamo, Giacomo apostolo, Francesca Saveria Cabini, Sisto e il beato Luigi Palazzolo.

## Ambiente naturale
Per tutelare la rete irrigua ed il suo fragile ecosistema nonché gli ambienti rurali circostanti, nelle campagne che dividono il quartiere da Grumello al Piano e Stezzano, è stato recentemente istituito un Parco locale di interesse sovracomunale denominato Parco Agricolo Ecologico Intercomunale. Il Parco, interessato da numerose riqualificazioni quali piantumazione di nuove alberi e migliorie dei suoi percorsi ciclopedonali, è divenuto parte del Parco dei Colli di Bergamo dal 2023.

## Infrastrutture e trasporti

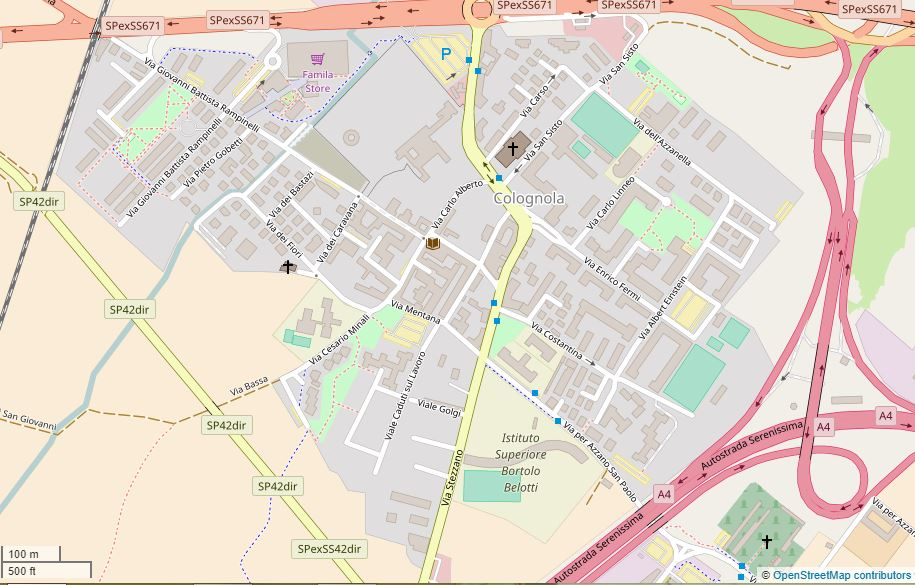
Bergamo, Colognola

Dal 1880 al 1920 la località era servita da una fermata posta lungo la tranvia Lodi-Treviglio-Bergamo; nel 1919, nell'ambito dei lavori di ampliamento della rete tranviaria di Bergamo, quest'ultima raggiunse Colognola sfruttando in parte il percorso della tranvia a vapore, elettrificato. L'inaugurazione di tale tratta avvenne il 3 maggio 1925. La linea rimase in esercizio fino al 1956, quando fu sostituita da una filovia, a sua volta soppressa nel 1978.
Oggi Colognola è servita dalle linee di bus 6 della ATB che collegano il quartiere con il centro città e con i paesi confinanti di Azzano S. Paolo e Stezzano.
A nord il quartiere è lambito dall’asse interurbano cittadino, a sud-est dalla autostrada A4.
Il quartiere è nelle vicinanze del trafficato aeroporto di Orio al Serio. Molti cittadini lamentano il disagio acustico che questo porta.